# Molophilus gilvus
Molophilus gilvus là một loài ruồi trong họ Limoniidae. Chúng phân bố ở miền Australasia.